# 国鉄タキ7600形貨車
国鉄タキ7600形貨車（こくてつタキ7600がたかしゃ）は、かつて日本国有鉄道（国鉄）及び1987年（昭和62年）4月の国鉄分割民営化後は日本貨物鉄道（JR貨物）に在籍した私有貨車（タンク車）である。

## 概要
1960年（昭和35年）1月30日にタキ300形1両（コタキ351）の専用種別が濃硫酸から希硫酸に変更になり形式は新形式名であるタキ7600形とされた。9年後の1969年（昭和44年）7月7日にタム2300形1両（タム2337）の専用種別が液化塩素から希硫酸に変更になり本形式に編入された。以上合計2両（コタキ7600 - コタキ7601）が改造製作された。
記号番号表記は特殊標記符号「コ」（全長 12 m 以下）を前置し「コタキ」と標記する。
本形式の他に希硫酸を専用種別とする形式は、タ1370形（3両）、タ1400形（3両）、タ1900形（4両）、タム3500形（6両）、タラ300形（13両）、タサ400形（14両）、タサ2100形（1両）、タキ1450形（1両）、タキ1700形（31両）、タキ4700形（3両）、タキ4750形（6両）、タキ19700形（6両）の12形式がある。
所有者は、三菱金属鉱業、日本曹達の2社であり、それぞれの常備駅は、栗原鉄道の細倉鉱山駅、信越本線（現・えちごトキめき鉄道妙高はねうまライン）の二本木駅であった。
種車の違いにより2車の外観は大きく異なる。コタキ7600は締金（バンド）式、コタキ7601は非締金式、種車時代のキセ（外板）、断熱材を撤去の上運用された。荷役方式は、タンク上部のマンホールからの上入れ、液出管と空気管使用による上出し方式である。
1979年（昭和54年）10月より化成品分類番号「侵81」（侵食性の物質、腐食性物質、危険性度合2（中））が標記された。
コタキ7600が1973年（昭和48年）8月18日に廃車となり、コタキ7601は1987年（昭和62年）4月の国鉄分割民営化時には車籍がJR貨物に継承されたが、1992年（平成4年）8月に廃車となり同時に形式消滅となった。